# Dulcitol
Le dulcitol (ou galactitol) est un polyol.
Le dulcitol est un composé naturellement présent dans la nature, dans les mannes (Melampyrum nemorosum, Gymnosporia diflexa et Maylemus ebenifolia) ou Euonymus atropurpureus (fusain) et algues.
Le dulcitol est produit par réduction du galactose.
Le dulcitol est un composé solide blanc avec une saveur légèrement sucrée. Il est optiquement inactif car de forme méso. Le pouvoir sucrant du dulcitol est de 0,25 (sur la base molaire).
Chez les personnes souffrant d'une déficience en galactokinase, une forme de galactosémie, la formation en excès de dulcitol dans le cristallin de l'œil conduit à la cataracte.